# Mosjön, Västerbotten
Mosjön är en sjö i Vännäs kommun i Västerbotten och ingår i Umeälvens huvudavrinningsområde. Sjön är 3,5 meter djup, har en yta på 0,222 kvadratkilometer och befinner sig 114,9 meter över havet. Sjön avvattnas av vattendraget Mobäcken. Vid provfiske har abborre, gers, gädda och mört fångats i sjön.

## Delavrinningsområde
Mosjön ingår i det delavrinningsområde (708408-169386) som SMHI kallar för Ovan None. Medelhöjden är 160 meter över havet och ytan är 7,51 kvadratkilometer. Räknas de 4 avrinningsområdena uppströms in blir den ackumulerade arean 11,28 kvadratkilometer. Mobäcken som avvattnar avrinningsområdet har biflödesordning 3, vilket innebär att vattnet flödar genom totalt 3 vattendrag innan det når havet efter 52 kilometer. Avrinningsområdet består mestadels av skog (71 procent) och jordbruk (13 procent). Avrinningsområdet har 0,22 kvadratkilometer vattenytor vilket ger det en sjöprocent på 2,9 procent.